# Тритій
Три́тій — радіоактивний ізотоп водню з відносною атомною масою, рівною 3,01604927. Ядро складається з одного протона і двох нейтронів. У природі практично не трапляється. Мікроскопічні кількості утворюються під дією космічних променів, але швидко розпадаються. Промисловий тритій виробляється у реакторах шляхом опромінення літію.
Тритій використовується як ізотопний індикатор, радіолюмінесцентне джерело світла для годинників і інструментів, а також для виготовлення ядерної зброї.
Назва цього ізотопу походить від грецького слова τρίτος, що означає «третій».
Ядро атома тритію називають тритоном.

## Історія
У 1932 році американський хімік Гарольд Юрі зумів виділити важкий водень (дейтерій). Методи, за допомогою яких концентрація важкого водню у воді підвищувалася, мали б також збільшувати концентрацію надважкого водню, тому почалися численні експерименти, спрямовані на його пошуки. Тоді ж, ще до свого відкриття, тритій отримав назву, яку запропонували Юрі, Мерфі та Брікведде у листі редактору журналу «The Journal of Chemical Physics», за аналогією з протієм і дейтерієм. Але навіть після багатократної концентрації він не був знайдений. Вперше тритій був штучно отриманий англійськими вченими: Ернестом Резерфордом, Марком Оліфантом, Паулем Гартеком у 1934 році. Ядра тритію були отримані при бомбардуванні дейтерованого хлориду амонію розігнаними ядрами D+.

## Утворення
Загалом, тритій добувається під час опромінення нейтронами різних речовин. Матеріал для опромінення розміщується в ядерних реакторах у спеціальних відділеннях, що називаються бланкетами, або ж, як важка вода, є його конструктивними частинами. В останньому випадку, добування тритію може бути не самоціллю, а відбуватися як побічний процес під час очищення діючих речовин.

### Літій
Тритій виробляється в ядерних реакторах у процесі нейтронної активації літія-6.
{\displaystyle _{3}^{6}Li+n\rightarrow _{2}^{4}He(2.05MeV)+T(2.75MeV)}
Це екзотермічна реакція — у ній виділяється 4,8 МеВ, і вона може бути ініційована повільними нейтронами.
Більш високоенергетичні нейтрони можуть взаємодіяти з літієм-7 у ендотермічній реакції
{\displaystyle _{3}^{7}Li+n\rightarrow _{2}^{4}He+T+n}
на яку витрачається 2,466 МеВ
Вперше ці реакції були штучно здійснені при випробовуваннях термоядерної бомби Кастл Браво на атолі Бікіні, основною діючою речовиною в якій був дейтерид літію.

### Дейтерій
Тритій може утворюватися безпосередньо з дейтерію, при захоплені ним нейтрона.
{\displaystyle _{1}^{2}D+n\rightarrow T+\gamma }
переріз такої реакції є невеликим, що робить важку воду ефективним уповільнювачем нейтронів, а кількість тритію що утворюється — відносно мала. Втім, після декількох років використання важку воду слід очищувати від надважкої, для запобігання попадання її у навколишнє середовище. Наприклад, спеціальний підрозділ компанії «Ontario Power Generation» очищує 2500 тон важкої води в рік, отримуючи 2,5 кілограма тритію.
Переріз реакції абсорбції нейтронів дейтерієм становить 0,52 мілібарн.

### Гелій-3
Гелій-3, продукт розпаду тритію, має дуже великий переріз реакції захоплення теплових нейтронів — 5330 барн, після якого він розпадається по каналу
{\displaystyle _{2}^{3}He+n\rightarrow _{1}^{3}T+_{1}^{1}H}
з виділенням 764 КеВ енергії. На жаль, малі запаси самого гелію-3 (його молярна частка становить лише 3·10−4) не дозволяють активно використовувати цей канал для видобутку тритію.

### Бор
Швидкі нейтрони можуть взаємодіяти з ядром бора, призводячи до його розпаду за схемою
{\displaystyle _{5}^{10}B+n\rightarrow _{2}^{4}He+_{2}^{4}He+T},
хоча частіше вона закінчується утворенням утворенням ядра літію-7 і альфа-частинки.

### Ядерний розпад
Тритій є рідкісним, але можливим результатом розпаду важких ядер — урану-235, плутонію-239 і урану-233. Лише один розпад з 10 000 призводить до утворення тритону. При переробці відпрацьованого ядерного палива тритій виділяється як побічний результат цієї переробки.

### Космічні промені
Основна причина природного утворення тритію в атмосфері. Найбільш важливим каналом є взаємодія важких нейтронів (>4 МеВ) з азотом
{\displaystyle _{7}^{14}N+n\rightarrow _{6}^{12}C+T}

## Розпад
Період піврозпаду тритію — 12,3 роки (4500 ± 8 днів). Тип — β-розпад.
{\displaystyle {}_{1}^{3}T\rightarrow {}_{2}^{3}He+e^{-}+{\bar {\nu }}_{e}}
У результаті виділяється 18,6 кілоелектронвольт енергії, з яких приблизно 5,7 в середньому припадає на електрон, а решту забирає антинейтрино. Електрони, що їх випускає тритій, мають середню дистанцію пробігу в повітрі близько шести міліметрів, а у рідинах — усього шість тисячних міліметра, і тому є відносно безпечним для людини. Низька енергія розпаду тритія робить його дуже зручним для експериментів по вимірюванню маси нейтрино.

## Використання
Запаси придатного для використання тритію наразі складають близько 20 кілограмів. Щороку використовується більше 50 кілограмів, за рахунок того, що практично весь тритій використовується повторно, а основні витрати тритію пов'язані з його розпадом (5,5 % на рік). Ситуація може змінитися у разі розвитку термоядерної енергетики, оскільки для неї тритій витрачається безпосередньо.

### Ядерна зброя
Більша частина тритію в світі використовується для військових потреб — він використовується в водневих бомбах імплозивного типу, де невелика кількість тритію розташовується всередині бомби, і під час детонації він стискається ударною хвилею так сильно, що у ньому запускаються ядерні реакції синтезу. Енергія, що виділяється в таких реакціях, порівняно невелика, але вони є дуже потужним джерелом нейтронів, що сприяє повнінішому розпаду основної діючої речовини бомби. Але така ядерна зброя потребує постійної підзарядки тритієм через його невеликий період напіврозпаду.

### Тритієве підсвічування

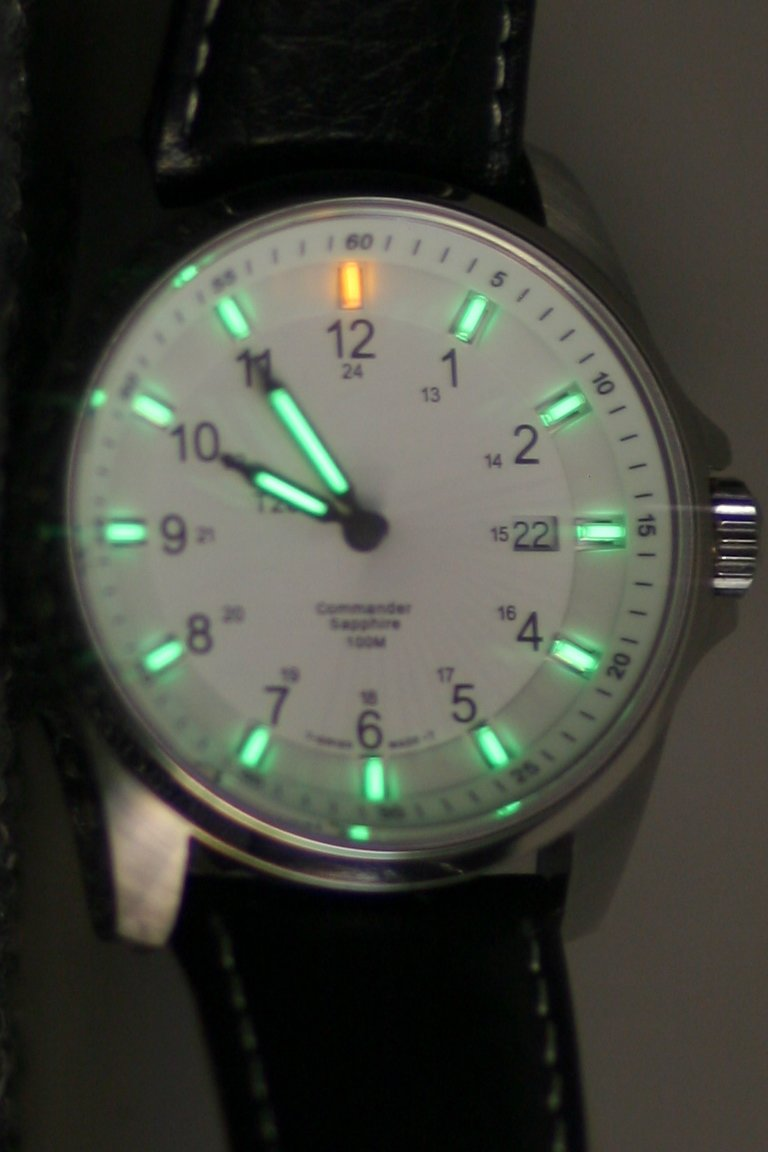
Стрілки годинника з тритієвої підсвіткою

У цивільних галузях тритій використовується для підсвічування — мікроскопічні кількості тритію наносять на годинникові стрілки, і додатково вкривають фосфором або іншим люмінофором. Електрони, що їх випускає під час розпаду тритій, змушують люмінофор світитися. Така система дає слабке, але видиме світло впродовж десятків років, аж допоки тритій не розпадеться. Також той самий принцип використовується для підсвітки брелків, знаків, мушок зброї, індикаторів на приладах тощо. На такі цілі щороку використовуються сотні грамів тритію.

### Ізотопний індикатор
Завдяки тому, що водень присутній у складі практично всіх органічних сполук, тритій активно використовується як мічені атоми — відносно легко знайти молекулу, до якої його можна приєднати.
Невеликий період розпаду тритію робить його зручним для дуже точного радіоізотопного датування, наприклад, він використовується для точного датування віку вина.
У 1950-ті і 1960-ті велика кількість тритію була викинута в атмосферу під час ядерних випробовувань. Цей тритій став дуже у нагоді океанологам. Під час дослідження його розповсюдження в океанах, була отримана велика кількість нових даних щодо циркуляції води в гідросфері Землі.

### Потенційні сфери застосування

#### Термоядерна енергетика
Керований термоядерний синтез є перспективним джерелом дешевої і екологічно чистої енергії. З усіх варіантів реакції термоядерного синтезу, реакція дейтерій+тритій є найбільш легкодосяжною — для її запалювання достатньо температури 100 мільйонів кельвінів. Через це, багато з існуючих проєктів зі створення термоядерних електростанцій, наприклад, ITER, передбачають використання великих кількостей тритію (більших, ніж його світове виробництво зараз).

#### Інше
Існують проєкти використання тритію для компактних радіоізотопних джерел енергії невеликої потужності, наприклад, для RFID міток.

## Вплив на здоров'я людини
Радіоактивність тритію складає 9650 кюрі (3,57×1014 Бк) на грам. Як джерело слабкого бета-випромінювання, тритій практично не несе загрози, якщо він перебуває ззовні організму — електрони, що утворюються при розпаді, затримуються одягом, або шкірою (небезпечнішим в такому випадку може бути гальмівне рентгенівське випромінювання). Більшу небезпеку становить вживання тритію з водою. Як ізотоп водню, тритій може приєднуватись до вільних радикалів, утворюючи молекулу HTO, або до атомів вуглецю, формуючи різноманітні органічні сполуки. Проте, одноразове споживання води, збагаченої тритієм не становить великої загрози для здоров'я, через те, що період його напіввиведення з організму складає усього 12 діб, і тому явище біоакумуляції не є характерним для нього. Газоподібний тритій в сотні разів менш токсичний, ніж у складі води, тому що, потрапивши в легені з повітрям, він виділяється назовні усього за 5 хвилин. Втім, газоподібний тритій може всмоктуватись через шкіру, тому не варто недооцінювати його небезпеку. Загалом, тритій, як і інші радіоактивні речовини, може викликати рак, генетичні мутації, вади розвитку при вагітності, тощо. Якщо тритій потрапляє в організм з їжею, його небезпечність значно підвищується, бо період виведення може зростати до кількох років. Оскільки водень є складовою молекули ДНК, тритій може вбудовуватися в неї, що є дуже небезпечним, навіть при малих кількостях таких випадків, оскільки ДНК є вкрай вразливою до радіації. Основними джерелами забруднення довколишнього середовища тритієм є атомні електростанції. Тритій, як і водень, дуже важко утримати в герметичній ємності, і тому викиди невеликої кількості тритію відбуваються доволі часто.

## Розповсюдженість у природі
Як до, так і після відкриття тритію, проводилися спроби знайти його у природному водні такими ж методами концентрації, що використовувалися для знаходження дейтерію. У цих експериментах було встановлено обмеження на долю тритію у водні — не більше ніж 10−12. Пізніше було встановлено, що тритій не є стабільним і тому не може зберігатись довго. 1946 року Уіллард Ліббі припустив, що тритій може постійно утворюватися під час ядерних реакцій в атмосфері, викликаних космічними променями. Ця гіпотеза підтвердилася — вимірявши радіоактивність чистого дейтерію, дослідники отримали ненульове значення, що означало, що у зразку містився тритій. Точні виміри показали, що частка тритію у водні складає приблизно 10−18. Наприклад, організм людини в середньому містить 5·10−12 грамів тритію. Ця величина — відношення кількості тритію до кількості водню як 10−18 — має назву тритієва одиниця. Тритієві одиниці використовуються для оцінки забруднення середовища або речовини тритієм. У середньому, у стовпчику атмосфери площею 1 квадратний сантиметр за секунду утворюється близько 0,2 ядра тритію. Загальна кількість природного тритію на Землі — близько 4 кілограмів, 90 % з яких знаходяться у гідросфері а решта — в атмосфері. Найбагатшими на цей ізотоп є дощ і сніг, тому що більша частина тритію, що утворюється в атмосфері перетворюється на воду. У часи активних випробувань ядерної зброї, кількість штучно утвореного тритію на планеті на порядки перевищувала кількість природного.